# Сангар
Санга́р (на руски: Сангар; на якутски: Сангаар) е селище от градски тип в Якутия, Русия. Разположено е на брега на река Лена, на около 240 km северозападно от Якутск. Административен център е на Кобяйски улус. Към 2016 г. населението му наброява 3974 души.

## История
Селището е основано през 1926 г. във връзка с разработването на находище за въглища. Името му произхожда от евенкски език и означава „отверстие“. През 1928 г. е открита въглищна мина, а през 1940 г. Сангар получава статут на селище от градски тип. През 1942 г. при взрив на газ и прах в една от галериите на мината загиват 22 миньори. През 1956 г. в района на селището е открит природен газ и икономиката му бавно започва да се преориентира към добиването му. През 1959 г. селището става районен център. Въглищната мина е закрита през 1997 г., като е обявена за нерентабилна.

## Население
| 1959 | 1970 | 1979   | 1989   | 2002 | 2009 | 2010 |
| ---- | ---- | ------ | ------ | ---- | ---- | ---- |
| 4900 | 6685 | 10 252 | 10 107 | 4789 | 4118 | 4377 |
| 2011 | 2012 | 2013   | 2014   | 2015 | 2016 |      |
| 4360 | 4215 | 4103   | 4036   | 4049 | 3974 |      |

## Транспорт
До селището не стигат постоянни пътища, но през зимата може да се достигне до него, като се използва замръзналата река Лена като път. Речно плаване по реката е възможно през лятото. Има малко летище, което осигурява редовен транспорт.